# Station Chevaigné
Station Chevaigné is een spoorweghalte in de Franse gemeente Chevaigné. Zij wordt bediend door treinen van het netwerk TER Bretagne op het traject Rennes - Montreuil-sur-Ille.